# Association of MBAs

Logo

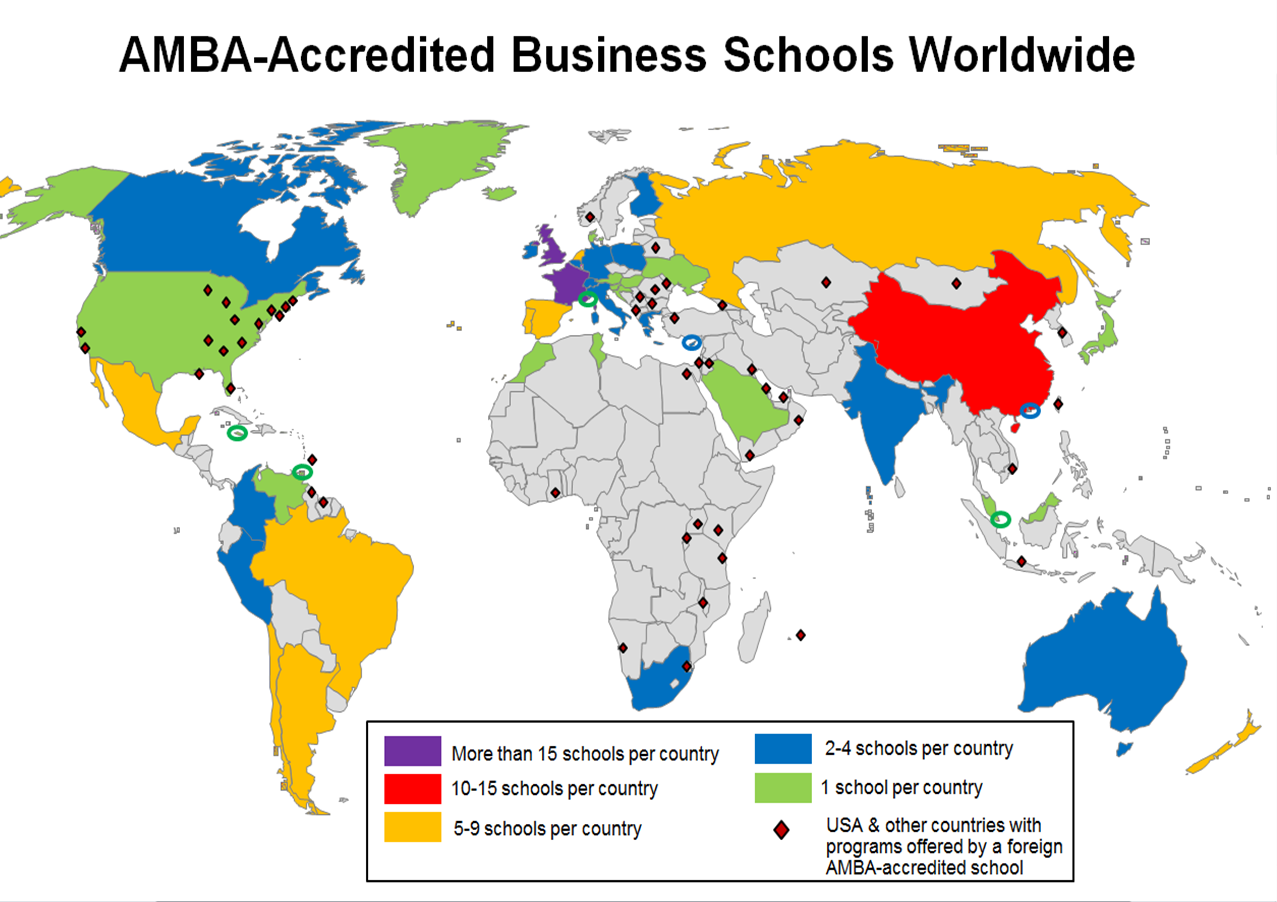
AMBA-accredited Business Schools Worldwide

Association of MBAs (AMBA) – międzynarodowe stowarzyszenie zajmującym się badaniami z zakresu nauk o zarządzaniu. Instytucja ta działa od 1967 i przyznaje międzynarodowe akredytacje dla uczelni prowadzących programy Master of Business Administration.
W roku 2025 akredytację uzyskało 311 szkół biznesu na świecie. W Polsce akredytację posiada 17 programów prowadzonych w siedmiu uczelniach:
- Szkoła Główna Handlowa w Warszawie
- Politechnika Gdańska
- Uniwersytet Ekonomiczny w Poznaniu[3]
- Uniwersytet Ekonomiczny we Wrocławiu[4]
- Akademia Leona Koźmińskiego w Warszawie[5]
- Wydział Nauk Ekonomicznych i Zarządzania Uniwersytetu Mikołaja Kopernika w Toruniu
- Międzynarodowe Centrum Zarządzania, Wydział Zarządzania Uniwersytetu Warszawskiego.